# Pedro Nicolás Escribano
Pedro Nicolás Escribano (Buenos Aires, Gobernación del Río de la Plata, Virreinato del Perú, 14 de febrero de 1740-Buenos Aires, Virreinato del Río de la Plata, 25 de abril de 1799) fue un militar criollo rioplatense que fundó la ciudad de Chascomús, en la actual Argentina, el 30 de mayo de 1779.

## Biografía
Pedro Nicolás  Escribano nació en Buenos Aires el 14 de febrero de 1740.
Se inició en la carrera de las armas en el ejército español como cadete del Cuerpo de Dragones de Buenos Aires, participando del asalto a la Colonia del Sacramento en 1779, y más tarde se encontró en otras acciones de guerra contra los portugueses. Ascendido a capitán en 1771 designándoselo comandante de la guardia de Quilmes y en 1777, Comandante del fuerte del Zanjón, situado hoy en el cuartel 9.º de Brandsen, próximo al río Samborombón.
Dispuesto el traslado de los fuertes para el adelantamiento de la línea de fronteras, se le encomendó al frente de la Compañía Blandengues ocupando el lugar denominado Camarones, sobre la margen derecha del río Salado.
Chascomús tuvo su origen con el Fuerte San Juan Bautista, fundado por el Capitán de Blandengues Don Pedro Nicolás Escribano el 30 de mayo de 1779. Continuó como patrona la Virgen María en su advocación de Nuestra Señora de la Merced, la misma del Zanjón, construyendo la primera capilla.
Este fuerte, antiguamente emplazado en el centro del casco histórico de la ciudad, fue parte de una línea de avanzadas, cuyo objetivo era repeler los ataques indígenas, protegiendo así, a las poblaciones españolas que se encontraban enmarcadas por esta línea de fortines, también conocida como “la última frontera con el indio”.
Luego de permanecer unos años al frente de su Compañía en el fuerte Chascomús, solicitó su retiro por hallarse enfermo, el cual obtuvo en 1786.
Falleció en Buenos Aires, el 25 de abril de 1799.
El Capitán Escribano fue padre del Coronel Bernardino Escribano, guerrero de la Independencia Argentina.

## Fuerte San Juan Bautista de Chascomús
En una Junta de Guerra que se realizó en 10 de septiembre de 1778, convocada por el virrey del Río de la Plata Juan José de Vértiz y Salcedo,  luego de desaprobar un plan elevado por Pedro de Cevallos de realizar un ataque a las tolderías indias, se dio acuerdo al que fue presentado por el Maestre de Campo Manuel Pinazo de reacomodar la línea de la frontera para así permitir un mejor uso de las tropas dedicadas a su defensa. Este proponía el traslado del “Fuerte del Zanjón” a Camarones y el de “La Matanza” al Arroyo de las Flores, para lo cual se ordenó que era obligación de los vecinos concurrir con carretas, bueyes y todos los elementos que fueren necesarios para realizar este traslado ya que esto era un servicio al Rey.
El 24 de febrero, el comandante del fuerte Pedro Nicolás Escribano, se dirigió al virrey manifestándole que estaba opuesto al cambio ya que consideraba a “Los Camarones” como un lugar inadecuado al tratarse de una loma que en el invierno y épocas de lluvias quedaba aislada por dos lagunas salobres y los bañados que se formaban por la poca posibilidad de escurrimiento del agua. Además las caballadas no tendrían buenas pasturas debiendo ser trasladadas a distancia de la fortaleza lo que las ponía al alcance de los indios, los cuales podían atacar más fácilmente la posición ya que esta se encontraba al sur del río Salado, y podía ser aislada con una crecida del río.
A su juicio el mejor lugar era “Las barrancas, situada a 16 leguas del actual emplazamiento al norte del Salado y contaba con buenas pasturas y leña en abundancia.
La expedición encabezada por el coronel Francisco Betbezé, de la que participaron Juan José Sardén, Nicolás de la Quintana, y Pedro Nicolás Escribano, donde reconocieron toda la frontera, se inició en el Fuerte de Salto y terminó en abril de 1779. El 12 de abril se produjo un documento donde se aconsejaba la instalación de un fuerte el la zona de las Lagunas de Vitel, ya que esta contaba con excelentes aguadas y buenos pastos y abundante leña, y serviría para privar a los indios de un lugar que ellos usaban como descanso en sus frecuentes malones, lo que obligaría a estos a realizar grandes rodeos para evitar a esta fortificación en busca de nuevas aguadas alejándolos de las estancias de la zona sur en el pago de Magdalena, el lugar elegido fue la Laguna de Chascomús al sudeste de Vitel.

### Forma
Recibida la aprobación del virrey, partieron del Zanjón, el Sargento Mayor Sardén, el capitán Escribano, el ayudante Mayor de la Quintana, el alférez Jorge Peralta, los sargentos Antonio de Olavarría y Andrés Martínez con los cabos y soldados de la compañía de Blandengues “La Conquistadora” (antes “La Atrevida”), acompañados por milicianos, dragones, y 70 peones y carreteros llevando todo lo necesario para la instalación en carretas.
A fines de junio de 1779 comenzaron a llegar los primeros pobladores, y la fortificación nunca estuvo finalmente terminada, ya que la mala calidad de los materiales hacía necesaria su constante reparación además de sufrir el ataque defensivo casi permanente de los indios, por lo que su forma nunca estuvo definida.

### Ubicación
A 400 m de la laguna de Chascomús, donde actualmente se encuentra la Plaza Independencia y el Palacio Municipal.